# Bancolombia
Bancolombia — крупнейший банк Колумбии, также работает в Панаме, Сальвадоре, Гватемале, Пуэрто-Рико, Барбадосе и Островах Кайман. Обслуживает около 18 млн клиентов. В списке крупнейших публичных компаний мира Forbes Global 2000 за 2021 год компания заняла 1502-е место (491-е по активам и 1601-е по размеру выручки). Крупнейший акционер — Grupo de Inversiones Suramericana S.A. (24,5 %).
Банк был основан в 1945 году под названием Banco Industrial Colombiano (Промышленный банк Колумбии). В 1998 году объединился с Banco de Colombia, образовав Bancolombia. В 2005 году были поглощены Conavi Banco Comercial y de Ahorros S.A. и Corporación Financiera Nacional y Suramericana S.A. В 2007 году был куплен Banagrícola, панамский банк с филиалом в Сальвадоре. В 2013 году были куплены Banistmo и Grupo Agromercantil. С 1981 года акции банка котируются на Колумбийской фондовой бирже, в 1995 году американские депозитарные расписки были размещены на Нью-Йоркской фондовой бирже.
На 2020 год сеть банка насчитывала 1057 отделений, из них 666 в Колумбии (Bancolombia), 154 в Гватемале (BAM), 92 в Панаме и Сальвадоре (Banco Agrícola), а также 6124 банкоматов. На конец года активы составляли 256 трлн колумбийских песо ($74 млрд), из них выданные кредиты составили 191 трлн, инвестиции в ценные бумаги — 29,6 трлн (в основном гособлигации Колумбии и других стран). Принятые депозиты составили 181 трлн песо.

## Подразделения
- Банкинг в Колумбии — занимает около четверти банковского рынка страны; выручка 4,98 трлн, активы 176 трлн.
- Банкинг в Сальвадоре (Banco Agrícola) — крупнейший банк Сальвадора (доля на рынке 28 %); выручка 789 млрд, активы 18 трлн.
- Банкинг в Панаме (Banistmo) — выручка 442 млрд, активы 35 трлн.
- Банкинг в Гватемале (Banco Agromercantil de Guatemala) — выручка 530 млрд, активы 16 трлн.
- Траст — управление активами и трастовые услуги в Колумбии; выручка 362 млрд, активы 687 млрд.
- Инвестиционный банкинг — выручка 57 млрд, активы 1,6 трлн.
- Брокерские услуги (Valores Bancolombia S.A.) — выручка 182 млрд, активы 316 млрд.
- Международный банкинг (Bancolombia Panamá S.A., Bancolombia Cayman S.A., и Bancolombia Puerto Rico International, Inc.) — банковские услуги в Панаме, островах Кайман и Пуэрто-Рико; выручка 148 млрд, активы 21 трлн.
- Прочее — в основном лизинг в Колумбии, Центральной Америке и Мексике; выручка 789 млрд, активы 10 трлн.